# St Sofroniy Knoll
St Sofroniy Knoll är en kulle i Antarktis. Den ligger i Sydshetlandsöarna. Argentina, Chile och Storbritannien gör anspråk på området. Toppen på St Sofroniy Knoll är 107 meter över havet.
Terrängen runt St Sofroniy Knoll är huvudsakligen kuperad, men den allra närmaste omgivningen är platt. Havet är nära St Sofroniy Knoll åt nordost. Trakten är obefolkad. Det finns inga samhällen i närheten. 